# Spionagefall von Zhao Jianmin

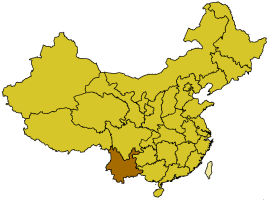
Die Provinz Yunnan

Der Spionagefall Zhao Jianmin (chinesisch 趙健民特務案 / 赵健民特务案) war ein von der kommunistischen Regierung Chinas erfundener Spionagefall in der Provinz Yunnan. Der Fall wurde während der Kulturrevolution als Vorwand genommen, um mehr als 1,387 Millionen Menschen zu verfolgen, was zu dieser Zeit 6 % der Gesamtbevölkerung in Yunnan ausmachte. Von 1968 bis 1969 starben mehr als 17.000 Menschen bei einem von der Regierung durchgeführten Massaker, während 61.000 Menschen schwerstverletzt wurden, sodass sie für den Rest ihres Lebens behindert waren. Allein in Kunming (der Hauptstadt von Yunnan) wurden 1473 Menschen getötet und 9661 Menschen lebenslang verkrüppelt.
Nach der Kulturrevolution wurde der Politiker Zhao Jianmin während der „Boluan Fanzheng“-Periode offiziell rehabilitiert und anschließend Vizedirektor des sogenannten „Dritten Ministeriums für Maschinenbau (第三机械工业部)“.

## Geschichte

### Kritik an Zhao Jianmin

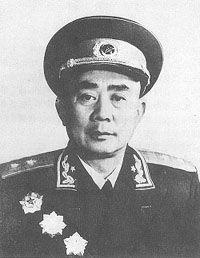
Tan Furen

Im März 1967 schlug Zhao Jianmin (赵健民), der damalige kommunistische Parteisekretär der Provinz Yunnan, Kang Sheng persönlich vor, dass die Kommunistische Partei Chinas (KP Chinas) die Probleme der Kulturrevolution auf demokratische Weise lösen sollte, ohne dass er sofort eine Antwort erhielt. Kang Sheng erstattete Mao Zedong anschließend einen geheimen Bericht über Zhao und behauptete, Zhao sei gegen das Zentralkomitee der KP Chinas, den Vorsitzenden Mao und die Kulturrevolution.
Im August 1967 genehmigten der „Überragende Führer“ Mao Zedong sowie das Zentralkomitee der KP Chinas, dass die nationalen und lokalen Medien kapitalistische „Roader“ (走资派; zou zi pai) unter den obersten Provinzbeamten in China öffentlich kritisieren könnten. Insgesamt wurden 55 hochrangige Beamte kritisiert, darunter Zhao Jianmin.

### Die Säuberung
1968 wurde Zhao Jianmin von Kang Sheng und seinen Verbündeten als „Spion der Kuomintang (KMT)“ sowie als „Verräter“ bezeichnet. Er wurde auch als einer der „lokalen Stellvertreter“ von Liu Shaoqi angesehen, dem 2. Präsidenten Chinas, der 1969 als „Verräter“ und kapitalistischer „Roader“ zu Tode verfolgt wurde. Zhao wurde dann für 8 Jahre eingesperrt.
Gleichzeitig wurde in Yunnan eine massive Durchsuchung und Säuberung von Mitgliedern der erfundenen „Zhao Jianmin KMT Spionageagentur“ durchgeführt, bei der mehr als 1,38 Millionen Zivilisten und Beamte festgenommen und verfolgt sowie zum Teil verstümmelt wurden.
Tan Furen (谭甫仁), Generalleutnant der Volksbefreiungsarmee, wurde von Mao Zedong und dem Zentralkomitee der KP Chinas ernannt, um die Durchführung der Säuberung zu übernehmen. Am 17. Dezember 1970 wurden Tan Furen und seine Frau jedoch auf Geheiß der Parteiführung ermordet.